# Rencontres de la Ligue des champions de l'UEFA 2013-2014
Cet article présente les résultats détaillés des rencontres de la Ligue des champions de l'UEFA 2013-2014.

## Phase de groupes
Les deux meilleures équipes de chaque groupe, soit seize équipes, se qualifient pour les huitièmes de finale tandis que les troisièmes de chaque groupe se qualifient pour les seizièmes de finale de la Ligue Europa.
Selon l'article 7.06 du règlement de la compétition, si deux équipes ou plus sont à égalité de points à l'issue des matchs de groupe, les critères suivants sont appliqués dans l'ordre pour départager :
1. plus grand nombre de points « particuliers » (obtenus dans les matchs de groupe disputés entre les équipes concernées) ;
2. meilleure différence de buts « particulière » (dans les matchs de groupe disputés entre les équipes concernées) ;
3. plus grand nombre de buts marqués à l’extérieur dans les matchs de groupe disputés entre les équipes concernées ;
4. meilleure différence de buts sur tous les matchs de groupe ;
5. plus grand nombre de buts marqués ;
6. plus grand nombre de points au coefficient UEFA.

Légende des classements
- Qualifié pour les huitièmes de finale
- Repêché en seizièmes de finale de la Ligue Europa

Légende des résultats
- Victoire à domicile
- Match nul
- Victoire à l'extérieur

### Groupe A
| Rang | Équipe            | Pts | J | G | N | P | Bp | Bc | Diff |  | Résultats (▼ dom., ► ext.) | Drapeau de l'Angleterre | Drapeau de l'Allemagne | Drapeau de l'Ukraine | Drapeau de l'Espagne |
| ---- | ----------------- | --- | - | - | - | - | -- | -- | ---- |  | -------------------------- | ----------------------- | ---------------------- | -------------------- | -------------------- |
| 1    | Manchester United | 14  | 6 | 4 | 2 | 0 | 12 | 3  | +9   |  | Manchester United          |                         | 4-2                    | 1-0                  | 1-0                  |
| 2    | Bayer Leverkusen  | 10  | 6 | 3 | 1 | 2 | 9  | 10 | -1   |  | Bayer Leverkusen           | 0-5                     |                        | 4-0                  | 2-1                  |
| 3    | Chakhtar Donetsk  | 8   | 6 | 2 | 2 | 2 | 7  | 6  | +1   |  | Chakhtar Donetsk           | 1-1                     | 0-0                    |                      | 4-0                  |
| 4    | Real Sociedad     | 1   | 6 | 0 | 1 | 5 | 1  | 10 | -9   |  | Real Sociedad              | 0-0                     | 0-1                    | 0-2                  |                      |

| 1re journée                      | Manchester United                              | 4 - 2   | Bayer Leverkusen        | Old Trafford, Manchester                       |                                                |
| 17 septembre 2013 20 h 45 (CEST) | Rooney 22e 70e · van Persie 59e · Valencia 79e | (1 - 0) | 54e Rolfes · 88e Toprak | Spectateurs : 73 040 Arbitrage : Damir Skomina | Spectateurs : 73 040 Arbitrage : Damir Skomina |
| 17 septembre 2013 20 h 45 (CEST) | Rapport                                        |         |                         | Spectateurs : 73 040 Arbitrage : Damir Skomina | Spectateurs : 73 040 Arbitrage : Damir Skomina |

|  | Real Sociedad | 0 - 2   | Chakhtar Donetsk | Stade d'Anoeta, Saint-Sébastien                 |                                                 |
|  |               | (0 - 0) | 65e 87e Teixeira | Spectateurs : 27 902 Arbitrage : Ovidiu Haţegan | Spectateurs : 27 902 Arbitrage : Ovidiu Haţegan |
|  | Rapport       |         |                  | Spectateurs : 27 902 Arbitrage : Ovidiu Haţegan | Spectateurs : 27 902 Arbitrage : Ovidiu Haţegan |

| 2e journée                    | Chakhtar Donetsk | 1 - 1   | Manchester United | Donbass Arena, Donetsk                          |                                                 |
| 2 octobre 2013 20 h 45 (CEST) | Taison 76e       | (0 - 1) | 18e Welbeck       | Spectateurs : 51 555 Arbitrage : Pavel Královec | Spectateurs : 51 555 Arbitrage : Pavel Královec |
| 2 octobre 2013 20 h 45 (CEST) | Rapport          |         |                   | Spectateurs : 51 555 Arbitrage : Pavel Královec | Spectateurs : 51 555 Arbitrage : Pavel Královec |

|  | Bayer Leverkusen             | 2 - 1   | Real Sociedad | BayArena, Leverkusen                            |                                                 |
|  | Rolfes 45+1e · Hegeler 90+2e | (1 - 0) | 51e Vela      | Spectateurs : 27 462 Arbitrage : Sergei Karasev | Spectateurs : 27 462 Arbitrage : Sergei Karasev |
|  | Rapport                      |         |               | Spectateurs : 27 462 Arbitrage : Sergei Karasev | Spectateurs : 27 462 Arbitrage : Sergei Karasev |

| 3e journée                     | Bayer Leverkusen                               | 4 - 0   | Chakhtar Donetsk | BayArena, Leverkusen                             |                                                  |
| 23 octobre 2013 20 h 45 (CEST) | Kießling 22e 72e · Rolfes 50e (pen.) · Sam 57e | (1 - 0) |                  | Spectateurs : 25 184 Arbitrage : Stéphane Lannoy | Spectateurs : 25 184 Arbitrage : Stéphane Lannoy |
| 23 octobre 2013 20 h 45 (CEST) | Rapport                                        |         |                  | Spectateurs : 25 184 Arbitrage : Stéphane Lannoy | Spectateurs : 25 184 Arbitrage : Stéphane Lannoy |

|  | Manchester United | 1 - 0   | Real Sociedad | Old Trafford, Manchester                     |                                              |
|  | Martínez 2e (csc) | (1 - 0) |               | Spectateurs : 74 654 Arbitrage : Bas Nijhuis | Spectateurs : 74 654 Arbitrage : Bas Nijhuis |
|  | Rapport           |         |               | Spectateurs : 74 654 Arbitrage : Bas Nijhuis | Spectateurs : 74 654 Arbitrage : Bas Nijhuis |

| 4e journée                    | Chakhtar Donetsk | 0 - 0   | Bayer Leverkusen | Donbass Arena, Donetsk                          |                                                 |
| 5 novembre 2013 20 h 45 (CET) |                  | (0 - 0) |                  | Spectateurs : 50 115 Arbitrage : William Collum | Spectateurs : 50 115 Arbitrage : William Collum |
| 5 novembre 2013 20 h 45 (CET) | Rapport          |         |                  | Spectateurs : 50 115 Arbitrage : William Collum | Spectateurs : 50 115 Arbitrage : William Collum |

|  | Real Sociedad | 0 - 0   | Manchester United | Stade d'Anoeta, Saint-Sébastien                 |                                                 |
|  |               | (0 - 0) |                   | Spectateurs : 30 998 Arbitrage : Nicola Rizzoli | Spectateurs : 30 998 Arbitrage : Nicola Rizzoli |
|  | Rapport       |         |                   | Spectateurs : 30 998 Arbitrage : Nicola Rizzoli | Spectateurs : 30 998 Arbitrage : Nicola Rizzoli |

| 5e journée                     | Bayer Leverkusen | 0 - 5   | Manchester United                                                     | BayArena, Leverkusen                               |                                                    |
| 27 novembre 2013 20 h 45 (CET) |                  | (0 - 2) | 22e Valencia · 30e (csc) Spahić · 66e Evans · 77e Smalling · 88e Nani | Spectateurs : 29 412 Arbitrage : Svein Oddvar Moen | Spectateurs : 29 412 Arbitrage : Svein Oddvar Moen |
| 27 novembre 2013 20 h 45 (CET) | Rapport          |         |                                                                       | Spectateurs : 29 412 Arbitrage : Svein Oddvar Moen | Spectateurs : 29 412 Arbitrage : Svein Oddvar Moen |

|  | Chakhtar Donetsk                             | 4 - 0   | Real Sociedad | Donbass Arena, Donetsk                                |                                                       |
|  | Adriano 37e · Teixeira 48e · Douglas 68e 87e | (1 - 0) |               | Spectateurs : 44 348 Arbitrage : Olegário Benquerença | Spectateurs : 44 348 Arbitrage : Olegário Benquerença |
|  | Rapport                                      |         |               | Spectateurs : 44 348 Arbitrage : Olegário Benquerença | Spectateurs : 44 348 Arbitrage : Olegário Benquerença |

| 6e journée                     | Manchester United | 1 - 0   | Chakhtar Donetsk | Old Trafford, Manchester                       |                                                |
| 10 décembre 2013 20 h 45 (CET) | Jones 67e         | (0 - 0) |                  | Spectateurs : 75 000 Arbitrage : Milorad Mažić | Spectateurs : 75 000 Arbitrage : Milorad Mažić |
| 10 décembre 2013 20 h 45 (CET) | Rapport           |         |                  | Spectateurs : 75 000 Arbitrage : Milorad Mažić | Spectateurs : 75 000 Arbitrage : Milorad Mažić |

|  | Real Sociedad | 0 - 1   | Bayer Leverkusen | Stade d'Anoeta, Saint-Sébastien                   |                                                   |
|  |               | (0 - 0) | 49e Toprak       | Spectateurs : 23 408 Arbitrage : Tom Harald Hagen | Spectateurs : 23 408 Arbitrage : Tom Harald Hagen |
|  | Rapport       |         |                  | Spectateurs : 23 408 Arbitrage : Tom Harald Hagen | Spectateurs : 23 408 Arbitrage : Tom Harald Hagen |

### Groupe B
| Rang | Équipe         | Pts | J | G | N | P | Bp | Bc | Diff |  | Résultats (▼ dom., ► ext.) | Drapeau de l'Espagne | Drapeau de la Turquie | Drapeau de l'Italie | Drapeau du Danemark |
| ---- | -------------- | --- | - | - | - | - | -- | -- | ---- |  | -------------------------- | -------------------- | --------------------- | ------------------- | ------------------- |
| 1    | Real Madrid    | 16  | 6 | 5 | 1 | 0 | 20 | 5  | +15  |  | Real Madrid                |                      | 4-1                   | 2-1                 | 4-0                 |
| 2    | Galatasaray SK | 7   | 6 | 2 | 1 | 3 | 8  | 14 | -6   |  | Galatasaray SK             | 1-6                  |                       | 1-0                 | 3-1                 |
| 3    | Juventus       | 6   | 6 | 1 | 3 | 2 | 9  | 9  | 0    |  | Juventus                   | 2-2                  | 2-2                   |                     | 3-1                 |
| 4    | FC Copenhague  | 4   | 6 | 1 | 1 | 4 | 4  | 13 | -9   |  | FC Copenhague              | 0-2                  | 1-0                   | 1-1                 |                     |

| 1re journée                      | Galatasaray SK | 1 - 6   | Real Madrid                                        | Türk Telekom Arena, Istanbul                      |                                                   |
| 17 septembre 2013 20 h 45 (CEST) | Bulut 84e      | (0 - 1) | 33e Isco · 54e 81e Benzema · 63e 66e 90+1e Ronaldo | Spectateurs : 47 669 Arbitrage : Mark Clattenburg | Spectateurs : 47 669 Arbitrage : Mark Clattenburg |
| 17 septembre 2013 20 h 45 (CEST) | Rapport        |         |                                                    | Spectateurs : 47 669 Arbitrage : Mark Clattenburg | Spectateurs : 47 669 Arbitrage : Mark Clattenburg |

|  | FC Copenhague | 1 - 1   | Juventus         | Parken Stadium, Copenhague                  |                                             |
|  | Jørgensen 14e | (1 - 0) | 54e Quagliarella | Spectateurs : 36 524 Arbitrage : Ivan Bebek | Spectateurs : 36 524 Arbitrage : Ivan Bebek |
|  | Rapport       |         |                  | Spectateurs : 36 524 Arbitrage : Ivan Bebek | Spectateurs : 36 524 Arbitrage : Ivan Bebek |

| 2e journée                    | Juventus                            | 2 - 2   | Galatasaray SK         | Juventus Stadium, Turin                        |                                                |
| 2 octobre 2013 20 h 45 (CEST) | Vidal 78e (pen.) · Quagliarella 87e | (0 - 1) | 36e Drogba · 88e Bulut | Spectateurs : 33 466 Arbitrage : Viktor Kassai | Spectateurs : 33 466 Arbitrage : Viktor Kassai |
| 2 octobre 2013 20 h 45 (CEST) | Rapport                             |         |                        | Spectateurs : 33 466 Arbitrage : Viktor Kassai | Spectateurs : 33 466 Arbitrage : Viktor Kassai |

|  | Real Madrid                          | 4 - 0   | FC Copenhague | Stade Santiago-Bernabéu, Madrid            |                                            |
|  | Ronaldo 21e 65e · Di María 71e 90+1e | (1 - 0) |               | Spectateurs : 69 347 Arbitrage : Matej Jug | Spectateurs : 69 347 Arbitrage : Matej Jug |
|  | Rapport                              |         |               | Spectateurs : 69 347 Arbitrage : Matej Jug | Spectateurs : 69 347 Arbitrage : Matej Jug |

| 3e journée                     | Real Madrid           | 2 - 1   | Juventus     | Stade Santiago-Bernabéu, Madrid               |                                               |
| 23 octobre 2013 20 h 45 (CEST) | Ronaldo 4e 29e (pen.) | (2 - 1) | 22e Llorente | Spectateurs : 77 856 Arbitrage : Manuel Gräfe | Spectateurs : 77 856 Arbitrage : Manuel Gräfe |
| 23 octobre 2013 20 h 45 (CEST) | Rapport               |         |              | Spectateurs : 77 856 Arbitrage : Manuel Gräfe | Spectateurs : 77 856 Arbitrage : Manuel Gräfe |

|  | Galatasaray SK                         | 3 - 1   | FC Copenhague | Türk Telekom Arena, Istanbul                        |                                                     |
|  | Melo 10e · Sneijder 38e · Drogba 45+1e | (3 - 0) | 88e Claudemir | Spectateurs : 42 798 Arbitrage : Aleksandar Stavrev | Spectateurs : 42 798 Arbitrage : Aleksandar Stavrev |
|  | Rapport                                |         |               | Spectateurs : 42 798 Arbitrage : Aleksandar Stavrev | Spectateurs : 42 798 Arbitrage : Aleksandar Stavrev |

| 4e journée                    | Juventus                        | 2 - 2   | Real Madrid            | Juventus Stadium, Turin                      |                                              |
| 5 novembre 2013 20 h 45 (CET) | Vidal 42e (pen.) · Llorente 65e | (1 - 0) | 52e Ronaldo · 60e Bale | Spectateurs : 40 696 Arbitrage : Howard Webb | Spectateurs : 40 696 Arbitrage : Howard Webb |
| 5 novembre 2013 20 h 45 (CET) | Rapport                         |         |                        | Spectateurs : 40 696 Arbitrage : Howard Webb | Spectateurs : 40 696 Arbitrage : Howard Webb |

|  | FC Copenhague | 1 - 0   | Galatasaray SK | Parken Stadium, Copenhague                       |                                                  |
|  | Braaten 6e    | (1 - 0) |                | Spectateurs : 36 204 Arbitrage : Martin Atkinson | Spectateurs : 36 204 Arbitrage : Martin Atkinson |
|  | Rapport       |         |                | Spectateurs : 36 204 Arbitrage : Martin Atkinson | Spectateurs : 36 204 Arbitrage : Martin Atkinson |

| 5e journée                     | Real Madrid                                      | 4 - 1   | Galatasaray SK | Stade Santiago-Bernabéu, Madrid                 |                                                 |
| 27 novembre 2013 20 h 45 (CET) | Bale 37e · Arbeloa 51e · Di María 63e · Isco 81e | (1 - 1) | 38e Bulut      | Spectateurs : 67 728 Arbitrage : William Collum | Spectateurs : 67 728 Arbitrage : William Collum |
| 27 novembre 2013 20 h 45 (CET) | Rapport                                          |         |                | Spectateurs : 67 728 Arbitrage : William Collum | Spectateurs : 67 728 Arbitrage : William Collum |

|  | Juventus                        | 3 - 1   | FC Copenhague | Juventus Stadium, Turin                         |                                                 |
|  | Vidal 29e (pen.) 61e (pen.) 63e | (1 - 0) | 56e Mellberg  | Spectateurs : 39 506 Arbitrage : Jonas Eriksson | Spectateurs : 39 506 Arbitrage : Jonas Eriksson |
|  | Rapport                         |         |               | Spectateurs : 39 506 Arbitrage : Jonas Eriksson | Spectateurs : 39 506 Arbitrage : Jonas Eriksson |

| 6e journée                     | FC Copenhague | 0 - 2   | Real Madrid              | Parken Stadium, Copenhague                   |                                              |
| 10 décembre 2013 20 h 45 (CET) |               | (0 - 1) | 25e Modrić · 48e Ronaldo | Spectateurs : 37 241 Arbitrage : Felix Brych | Spectateurs : 37 241 Arbitrage : Felix Brych |
| 10 décembre 2013 20 h 45 (CET) | Rapport       |         |                          | Spectateurs : 37 241 Arbitrage : Felix Brych | Spectateurs : 37 241 Arbitrage : Felix Brych |

| 10 décembre 2013 - 11 décembre 2013 | Galatasaray SK | 1 - 0   | Juventus | Türk Telekom Arena, Istanbul                   |                                                |
| 20 h 45 (CET) - 14 h 00 (CET)       | Sneijder 85e   | (0 - 0) |          | Spectateurs : 37 375 Arbitrage : Pedro Proença | Spectateurs : 37 375 Arbitrage : Pedro Proença |
| 20 h 45 (CET) - 14 h 00 (CET)       | Rapport        |         |          | Spectateurs : 37 375 Arbitrage : Pedro Proença | Spectateurs : 37 375 Arbitrage : Pedro Proença |

### Groupe C
| Rang | Équipe              | Pts | J | G | N | P | Bp | Bc | Diff |  | Résultats (▼ dom., ► ext.) | Drapeau de la France | Drapeau de la Grèce | Drapeau du Portugal | Drapeau de la Belgique |
| ---- | ------------------- | --- | - | - | - | - | -- | -- | ---- |  | -------------------------- | -------------------- | ------------------- | ------------------- | ---------------------- |
| 1    | Paris Saint-Germain | 13  | 6 | 4 | 1 | 1 | 16 | 5  | +11  |  | Paris Saint-Germain        |                      | 2-1                 | 3-0                 | 1-1                    |
| 2    | Olympiakos          | 10  | 6 | 3 | 1 | 2 | 10 | 8  | +2   |  | Olympiakos                 | 1-4                  |                     | 1-0                 | 3-1                    |
| 3    | Benfica Lisbonne    | 10  | 6 | 3 | 1 | 2 | 8  | 8  | 0    |  | Benfica Lisbonne           | 2-1                  | 1-1                 |                     | 2-0                    |
| 4    | RSC Anderlecht      | 1   | 6 | 0 | 1 | 5 | 4  | 17 | -13  |  | RSC Anderlecht             | 0-5                  | 0-3                 | 2-3                 |                        |

| 1re journée                      | Benfica Lisbonne        | 2 - 0   | RSC Anderlecht | Estádio da Luz, Lisbonne                      |                                               |
| 17 septembre 2013 20 h 45 (CEST) | Đuričić 4e · Luisão 30e | (2 - 0) |                | Spectateurs : 29 393 Arbitrage : Manuel Gräfe | Spectateurs : 29 393 Arbitrage : Manuel Gräfe |
| 17 septembre 2013 20 h 45 (CEST) | Rapport                 |         |                | Spectateurs : 29 393 Arbitrage : Manuel Gräfe | Spectateurs : 29 393 Arbitrage : Manuel Gräfe |

|  | Olympiakos | 1 - 4   | Paris Saint-Germain                         | Stade Karaïskaki, Le Pirée                   |                                              |
|  | Weiss 25e  | (1 - 1) | 19e Cavani · 68e 73e Motta · 86e Marquinhos | Spectateurs : 31 253 Arbitrage : Felix Brych | Spectateurs : 31 253 Arbitrage : Felix Brych |
|  | Rapport    |         |                                             | Spectateurs : 31 253 Arbitrage : Felix Brych | Spectateurs : 31 253 Arbitrage : Felix Brych |

| 2e journée                    | Paris Saint-Germain                 | 3 - 0   | Benfica Lisbonne | Parc des Princes, Paris                         |                                                 |
| 2 octobre 2013 20 h 45 (CEST) | Ibrahimović 5e 30e · Marquinhos 25e | (3 - 0) |                  | Spectateurs : 44 732 Arbitrage : Nicola Rizzoli | Spectateurs : 44 732 Arbitrage : Nicola Rizzoli |
| 2 octobre 2013 20 h 45 (CEST) | Rapport                             |         |                  | Spectateurs : 44 732 Arbitrage : Nicola Rizzoli | Spectateurs : 44 732 Arbitrage : Nicola Rizzoli |

|  | RSC Anderlecht | 0 - 3   | Olympiakos            | Stade Constant Vanden Stock, Anderlecht           |                                                   |
|  |                | (0 - 1) | 17e 56e 72e Mítroglou | Spectateurs : 15 918 Arbitrage : Tom Harald Hagen | Spectateurs : 15 918 Arbitrage : Tom Harald Hagen |
|  | Rapport        |         |                       | Spectateurs : 15 918 Arbitrage : Tom Harald Hagen | Spectateurs : 15 918 Arbitrage : Tom Harald Hagen |

| 3e journée                     | RSC Anderlecht | 0 - 5   | Paris Saint-Germain                      | Stade Constant Vanden Stock, Anderlecht                   |                                                           |
| 23 octobre 2013 20 h 45 (CEST) |                | (0 - 3) | 17e 22e 36e 62e Ibrahimović · 52e Cavani | Spectateurs : 18 465 Arbitrage : David Fernández Borbalán | Spectateurs : 18 465 Arbitrage : David Fernández Borbalán |
| 23 octobre 2013 20 h 45 (CEST) | Rapport        |         |                                          | Spectateurs : 18 465 Arbitrage : David Fernández Borbalán | Spectateurs : 18 465 Arbitrage : David Fernández Borbalán |

|  | Benfica Lisbonne | 1 - 1   | Olympiakos    | Estádio da Luz, Lisbonne                                  |                                                           |
|  | Cardozo 83e      | (0 - 1) | 29e Domínguez | Spectateurs : 38 149 Arbitrage : Alberto Undiano Mallenco | Spectateurs : 38 149 Arbitrage : Alberto Undiano Mallenco |
|  | Rapport          |         |               | Spectateurs : 38 149 Arbitrage : Alberto Undiano Mallenco | Spectateurs : 38 149 Arbitrage : Alberto Undiano Mallenco |

| 4e journée                    | Paris Saint-Germain | 1 - 1   | RSC Anderlecht | Parc des Princes, Paris                           |                                                   |
| 5 novembre 2013 20 h 45 (CET) | Ibrahimović 70e     | (0 - 0) | 68e de Zeeuw   | Spectateurs : 43 091 Arbitrage : Marijo Strahonja | Spectateurs : 43 091 Arbitrage : Marijo Strahonja |
| 5 novembre 2013 20 h 45 (CET) | Rapport             |         |                | Spectateurs : 43 091 Arbitrage : Marijo Strahonja | Spectateurs : 43 091 Arbitrage : Marijo Strahonja |

|  | Olympiakos  | 1 - 0   | Benfica Lisbonne | Stade Karaïskaki, Le Pirée                     |                                                |
|  | Manolas 13e | (1 - 0) |                  | Spectateurs : 31 461 Arbitrage : Damir Skomina | Spectateurs : 31 461 Arbitrage : Damir Skomina |
|  | Rapport     |         |                  | Spectateurs : 31 461 Arbitrage : Damir Skomina | Spectateurs : 31 461 Arbitrage : Damir Skomina |

| 5e journée                     | RSC Anderlecht         | 2 - 3   | Benfica Lisbonne                           | Stade Constant Vanden Stock, Anderlecht         |                                                 |
| 27 novembre 2013 20 h 45 (CET) | Mbemba 18e · Bruno 77e | (1 - 1) | 34e Matić · 52e (csc) Mbemba · 90e Rodrigo | Spectateurs : 16 780 Arbitrage : Daniele Orsato | Spectateurs : 16 780 Arbitrage : Daniele Orsato |
| 27 novembre 2013 20 h 45 (CET) | Rapport                |         |                                            | Spectateurs : 16 780 Arbitrage : Daniele Orsato | Spectateurs : 16 780 Arbitrage : Daniele Orsato |

|  | Paris Saint-Germain         | 2 - 1   | Olympiakos  | Parc des Princes, Paris                        |                                                |
|  | Ibrahimović 7e · Cavani 90e | (1 - 0) | 80e Manolas | Spectateurs : 44 466 Arbitrage : Craig Thomson | Spectateurs : 44 466 Arbitrage : Craig Thomson |
|  | Rapport                     |         |             | Spectateurs : 44 466 Arbitrage : Craig Thomson | Spectateurs : 44 466 Arbitrage : Craig Thomson |

| 6e journée                     | Benfica Lisbonne             | 2 - 1   | Paris Saint-Germain | Estádio da Luz, Lisbonne                          |                                                   |
| 10 décembre 2013 20 h 45 (CET) | Lima 45e (pen.) · Gaitán 58e | (1 - 1) | 37e Cavani          | Spectateurs : 30 089 Arbitrage : Mark Clattenburg | Spectateurs : 30 089 Arbitrage : Mark Clattenburg |
| 10 décembre 2013 20 h 45 (CET) | Rapport                      |         |                     | Spectateurs : 30 089 Arbitrage : Mark Clattenburg | Spectateurs : 30 089 Arbitrage : Mark Clattenburg |

|  | Olympiakos                               | 3 - 1   | RSC Anderlecht | Stade Karaïskaki, Le Pirée                      |                                                 |
|  | Saviola 33e 58e · Domínguez 90+5e (pen.) | (1 - 1) | 39e Kljestan   | Spectateurs : 31 444 Arbitrage : Wolfgang Stark | Spectateurs : 31 444 Arbitrage : Wolfgang Stark |
|  | Rapport                                  |         |                | Spectateurs : 31 444 Arbitrage : Wolfgang Stark | Spectateurs : 31 444 Arbitrage : Wolfgang Stark |

### Groupe D
| Rang | Équipe          | Pts | J | G | N | P | Bp | Bc | Diff |  | Résultats (▼ dom., ► ext.) | Drapeau de l'Allemagne | Drapeau de l'Angleterre | Drapeau de la Tchéquie | Drapeau de la Russie |
| ---- | --------------- | --- | - | - | - | - | -- | -- | ---- |  | -------------------------- | ---------------------- | ----------------------- | ---------------------- | -------------------- |
| 1    | Bayern Munich   | 15  | 6 | 5 | 0 | 1 | 17 | 5  | +12  |  | Bayern Munich              |                        | 2-3                     | 5-0                    | 3-0                  |
| 2    | Manchester City | 15  | 6 | 5 | 0 | 1 | 18 | 10 | +8   |  | Manchester City            | 1-3                    |                         | 4-2                    | 5-2                  |
| 3    | Viktoria Plzeň  | 3   | 6 | 1 | 0 | 5 | 6  | 17 | -11  |  | Viktoria Plzeň             | 0-1                    | 0-3                     |                        | 2-1                  |
| 4    | CSKA Moscou     | 3   | 6 | 1 | 0 | 5 | 8  | 17 | -9   |  | CSKA Moscou                | 1-3                    | 1-2                     | 3-2                    |                      |

| 1re journée                      | Bayern Munich                         | 3 - 0   | CSKA Moscou | Allianz Arena, Munich                            |                                                  |
| 17 septembre 2013 20 h 45 (CEST) | Alaba 4e · Mandžukić 41e · Robben 68e | (2 - 0) |             | Spectateurs : 68 000 Arbitrage : Gianluca Rocchi | Spectateurs : 68 000 Arbitrage : Gianluca Rocchi |
| 17 septembre 2013 20 h 45 (CEST) | Rapport                               |         |             | Spectateurs : 68 000 Arbitrage : Gianluca Rocchi | Spectateurs : 68 000 Arbitrage : Gianluca Rocchi |

|  | Viktoria Plzeň | 0 - 3   | Manchester City                    | Doosan Arena, Plzeň                                |                                                    |
|  |                | (0 - 0) | 48e Džeko · 53e Touré · 58e Agüero | Spectateurs : 11 281 Arbitrage : Paolo Tagliavento | Spectateurs : 11 281 Arbitrage : Paolo Tagliavento |
|  | Rapport        |         |                                    | Spectateurs : 11 281 Arbitrage : Paolo Tagliavento | Spectateurs : 11 281 Arbitrage : Paolo Tagliavento |

| 2e journée                    | CSKA Moscou                              | 3 - 2   | Viktoria Plzeň            | Stade Petrovski, Saint-Pétersbourg          |                                             |
| 2 octobre 2013 18 h 00 (CEST) | Tošić 19e · Honda 29e · Řezník 78e (csc) | (2 - 1) | 4e Rajtoral · 90+1e Bakoš | Spectateurs : 6 000 Arbitrage : Bas Nijhuis | Spectateurs : 6 000 Arbitrage : Bas Nijhuis |
| 2 octobre 2013 18 h 00 (CEST) | Rapport                                  |         |                           | Spectateurs : 6 000 Arbitrage : Bas Nijhuis | Spectateurs : 6 000 Arbitrage : Bas Nijhuis |

|                | Manchester City | 1 - 3   | Bayern Munich                       | City of Manchester Stadium, Manchester         |                                                |
| 20 h 45 (CEST) | Negredo 79e     | (0 - 1) | 7e Ribéry · 56e Müller · 59e Robben | Spectateurs : 45 021 Arbitrage : Björn Kuipers | Spectateurs : 45 021 Arbitrage : Björn Kuipers |
| 20 h 45 (CEST) | Rapport         |         |                                     | Spectateurs : 45 021 Arbitrage : Björn Kuipers | Spectateurs : 45 021 Arbitrage : Björn Kuipers |

| 3e journée                     | CSKA Moscou | 1 - 2   | Manchester City | Arena Khimki, Khimki                            |                                                 |
| 23 octobre 2013 18 h 00 (CEST) | Tošić 32e   | (1 - 2) | 34e 42e Agüero  | Spectateurs : 14 000 Arbitrage : Ovidiu Haţegan | Spectateurs : 14 000 Arbitrage : Ovidiu Haţegan |
| 23 octobre 2013 18 h 00 (CEST) | Rapport     |         |                 | Spectateurs : 14 000 Arbitrage : Ovidiu Haţegan | Spectateurs : 14 000 Arbitrage : Ovidiu Haţegan |

|                | Bayern Munich                                                        | 5 - 0   | Viktoria Plzeň | Allianz Arena, Munich                       |                                             |
| 20 h 45 (CEST) | Ribéry 25e (pen.) 61e · Alaba 37e · Schweinsteiger 64e · Götze 90+1e | (2 - 0) |                | Spectateurs : 68 000 Arbitrage : Alan Kelly | Spectateurs : 68 000 Arbitrage : Alan Kelly |
| 20 h 45 (CEST) | Rapport                                                              |         |                | Spectateurs : 68 000 Arbitrage : Alan Kelly | Spectateurs : 68 000 Arbitrage : Alan Kelly |

| 4e journée                    | Manchester City                              | 5 - 2   | CSKA Moscou              | City of Manchester Stadium, Manchester                   |                                                          |
| 5 novembre 2013 20 h 45 (CET) | Agüero 3e (pen.) 20e · Negredo 30e 51e 90+2e | (3 - 1) | 45+1e 71e (pen.) Doumbia | Spectateurs : 38 512 Arbitrage : Carlos Velasco Carballo | Spectateurs : 38 512 Arbitrage : Carlos Velasco Carballo |
| 5 novembre 2013 20 h 45 (CET) | Rapport                                      |         |                          | Spectateurs : 38 512 Arbitrage : Carlos Velasco Carballo | Spectateurs : 38 512 Arbitrage : Carlos Velasco Carballo |

|  | Viktoria Plzeň | 0 - 1   | Bayern Munich | Doosan Arena, Plzeň                                  |                                                      |
|  |                | (0 - 0) | 65e Mandžukić | Spectateurs : 11 360 Arbitrage : Antonio Mateu Lahoz | Spectateurs : 11 360 Arbitrage : Antonio Mateu Lahoz |
|  | Rapport        |         |               | Spectateurs : 11 360 Arbitrage : Antonio Mateu Lahoz | Spectateurs : 11 360 Arbitrage : Antonio Mateu Lahoz |

| 5e journée                     | CSKA Moscou      | 1 - 3   | Bayern Munich                              | Arena Khimki, Khimki                            |                                                 |
| 27 novembre 2013 18 h 00 (CET) | Honda 62e (pen.) | (0 - 1) | 17e Robben · 56e Götze · 65e (pen.) Müller | Spectateurs : 14 000 Arbitrage : Antony Gautier | Spectateurs : 14 000 Arbitrage : Antony Gautier |
| 27 novembre 2013 18 h 00 (CET) | Rapport          |         |                                            | Spectateurs : 14 000 Arbitrage : Antony Gautier | Spectateurs : 14 000 Arbitrage : Antony Gautier |

|               | Manchester City                                         | 4 - 2   | Viktoria Plzeň        | City of Manchester Stadium, Manchester         |                                                |
| 20 h 45 (CET) | Agüero 33e (pen.) · Nasri 65e · Negredo 78e · Džeko 89e | (1 - 1) | 43e Hořava · 69e Tecl | Spectateurs : 37 742 Arbitrage : Fırat Aydınus | Spectateurs : 37 742 Arbitrage : Fırat Aydınus |
| 20 h 45 (CET) | Rapport                                                 |         |                       | Spectateurs : 37 742 Arbitrage : Fırat Aydınus | Spectateurs : 37 742 Arbitrage : Fırat Aydınus |

| 6e journée                      | Bayern Munich         | 2 - 3   | Manchester City                             | Allianz Arena, Munich                                     |                                                           |
| 10 décembre 2013 20 h 45 (CEST) | Müller 5e · Götze 12e | (2 - 1) | 28e Silva · 59e (pen.) Kolarov · 62e Milner | Spectateurs : 68 000 Arbitrage : David Fernández Borbalán | Spectateurs : 68 000 Arbitrage : David Fernández Borbalán |
| 10 décembre 2013 20 h 45 (CEST) | Rapport               |         |                                             | Spectateurs : 68 000 Arbitrage : David Fernández Borbalán | Spectateurs : 68 000 Arbitrage : David Fernández Borbalán |

|  | Viktoria Plzeň         | 2 - 1   | CSKA Moscou | Doosan Arena, Plzeň                            |                                                |
|  | Kolář 76e · Wágner 90e | (0 - 0) | 65e Musa    | Spectateurs : 11 205 Arbitrage : Damir Skomina | Spectateurs : 11 205 Arbitrage : Damir Skomina |
|  | Rapport                |         |             | Spectateurs : 11 205 Arbitrage : Damir Skomina | Spectateurs : 11 205 Arbitrage : Damir Skomina |

### Groupe E
| Rang | Équipe          | Pts | J | G | N | P | Bp | Bc | Diff |  | Résultats (▼ dom., ► ext.) | Drapeau de l'Angleterre | Drapeau de l'Allemagne | Drapeau de la Suisse | Drapeau de la Roumanie |
| ---- | --------------- | --- | - | - | - | - | -- | -- | ---- |  | -------------------------- | ----------------------- | ---------------------- | -------------------- | ---------------------- |
| 1    | Chelsea         | 12  | 6 | 4 | 0 | 2 | 12 | 3  | +9   |  | Chelsea                    |                         | 3-0                    | 1-2                  | 1-0                    |
| 2    | Schalke 04      | 10  | 6 | 3 | 1 | 2 | 6  | 6  | 0    |  | Schalke 04                 | 0-3                     |                        | 2-0                  | 3-0                    |
| 3    | FC Bâle         | 8   | 6 | 2 | 2 | 2 | 5  | 6  | -1   |  | FC Bâle                    | 1-0                     | 0-1                    |                      | 1-1                    |
| 4    | Steaua Bucarest | 3   | 6 | 0 | 3 | 3 | 2  | 10 | -8   |  | Steaua Bucarest            | 0-4                     | 0-0                    | 1-1                  |                        |

| 1re journée                      | Schalke 04                             | 3 - 0   | Steaua Bucarest | Veltins-Arena, Gelsenkirchen                  |                                               |
| 18 septembre 2013 20 h 45 (CEST) | Uchida 67e · Boateng 78e · Draxler 85e | (0 - 0) |                 | Spectateurs : 49 358 Arbitrage : Cüneyt Çakır | Spectateurs : 49 358 Arbitrage : Cüneyt Çakır |
| 18 septembre 2013 20 h 45 (CEST) | Rapport                                |         |                 | Spectateurs : 49 358 Arbitrage : Cüneyt Çakır | Spectateurs : 49 358 Arbitrage : Cüneyt Çakır |

|  | Chelsea   | 1 - 2   | FC Bâle                  | Stamford Bridge, Londres                        |                                                 |
|  | Oscar 45e | (1 - 0) | 71e Salah · 81e Streller | Spectateurs : 40 358 Arbitrage : Daniele Orsato | Spectateurs : 40 358 Arbitrage : Daniele Orsato |
|  | Rapport   |         |                          | Spectateurs : 40 358 Arbitrage : Daniele Orsato | Spectateurs : 40 358 Arbitrage : Daniele Orsato |

| 2e journée                      | FC Bâle | 0 - 1   | Schalke 04  | Parc Saint-Jacques, Bâle                                  |                                                           |
| 1er octobre 2013 20 h 45 (CEST) |         | (0 - 0) | 54e Draxler | Spectateurs : 33 251 Arbitrage : Alberto Undiano Mallenco | Spectateurs : 33 251 Arbitrage : Alberto Undiano Mallenco |
| 1er octobre 2013 20 h 45 (CEST) | Rapport |         |             | Spectateurs : 33 251 Arbitrage : Alberto Undiano Mallenco | Spectateurs : 33 251 Arbitrage : Alberto Undiano Mallenco |

|  | Steaua Bucarest | 0 - 4   | Chelsea                                               | Arena Națională, Bucarest                                |                                                          |
|  |                 | (0 - 2) | 20e 55e Ramires · 44e (csc) Georgievski · 90e Lampard | Spectateurs : 36 713 Arbitrage : Carlos Velasco Carballo | Spectateurs : 36 713 Arbitrage : Carlos Velasco Carballo |
|  | Rapport         |         |                                                       | Spectateurs : 36 713 Arbitrage : Carlos Velasco Carballo | Spectateurs : 36 713 Arbitrage : Carlos Velasco Carballo |

| 3e journée                     | Steaua Bucarest | 1 - 1   | FC Bâle  | Arena Națională, Bucarest                  |                                            |
| 22 octobre 2013 20 h 45 (CEST) | Tatu 88e        | (0 - 0) | 48e Díaz | Spectateurs : 23 899 Arbitrage : Matej Jug | Spectateurs : 23 899 Arbitrage : Matej Jug |
| 22 octobre 2013 20 h 45 (CEST) | Rapport         |         |          | Spectateurs : 23 899 Arbitrage : Matej Jug | Spectateurs : 23 899 Arbitrage : Matej Jug |

|  | Schalke 04 | 0 - 3   | Chelsea                    | Veltins-Arena, Gelsenkirchen                   |                                                |
|  |            | (0 - 1) | 5e 69e Torres · 87e Hazard | Spectateurs : 54 442 Arbitrage : Viktor Kassai | Spectateurs : 54 442 Arbitrage : Viktor Kassai |
|  | Rapport    |         |                            | Spectateurs : 54 442 Arbitrage : Viktor Kassai | Spectateurs : 54 442 Arbitrage : Viktor Kassai |

| 4e journée                    | FC Bâle   | 1 - 1   | Steaua Bucarest | Parc Saint-Jacques, Bâle                              |                                                       |
| 6 novembre 2013 20 h 45 (CET) | Sio 90+1e | (0 - 1) | 17e Piovaccari  | Spectateurs : 30 704 Arbitrage : Olegário Benquerença | Spectateurs : 30 704 Arbitrage : Olegário Benquerença |
| 6 novembre 2013 20 h 45 (CET) | Rapport   |         |                 | Spectateurs : 30 704 Arbitrage : Olegário Benquerença | Spectateurs : 30 704 Arbitrage : Olegário Benquerença |

|  | Chelsea                | 3 - 0   | Schalke 04 | Stamford Bridge, Londres                           |                                                    |
|  | Eto'o 31e 54e · Ba 83e | (1 - 0) |            | Spectateurs : 41 194 Arbitrage : Svein Oddvar Moen | Spectateurs : 41 194 Arbitrage : Svein Oddvar Moen |
|  | Rapport                |         |            | Spectateurs : 41 194 Arbitrage : Svein Oddvar Moen | Spectateurs : 41 194 Arbitrage : Svein Oddvar Moen |

| 5e journée                     | Steaua Bucarest | 0 - 0   | Schalke 04 | Arena Națională, Bucarest                    |                                              |
| 26 novembre 2013 20 h 45 (CET) |                 | (0 - 0) |            | Spectateurs : 50 633 Arbitrage : Bas Nijhuis | Spectateurs : 50 633 Arbitrage : Bas Nijhuis |
| 26 novembre 2013 20 h 45 (CET) | Rapport         |         |            | Spectateurs : 50 633 Arbitrage : Bas Nijhuis | Spectateurs : 50 633 Arbitrage : Bas Nijhuis |

|  | FC Bâle   | 1 - 0   | Chelsea | Parc Saint-Jacques, Bâle                         |                                                  |
|  | Salah 87e | (0 - 0) |         | Spectateurs : 35 208 Arbitrage : Stéphane Lannoy | Spectateurs : 35 208 Arbitrage : Stéphane Lannoy |
|  | Rapport   |         |         | Spectateurs : 35 208 Arbitrage : Stéphane Lannoy | Spectateurs : 35 208 Arbitrage : Stéphane Lannoy |

| 6e journée                     | Schalke 04              | 2 - 0   | FC Bâle | Veltins-Arena, Gelsenkirchen                       |                                                    |
| 11 décembre 2013 20 h 45 (CET) | Draxler 51e · Matip 57e | (0 - 0) |         | Spectateurs : 52 093 Arbitrage : Paolo Tagliavento | Spectateurs : 52 093 Arbitrage : Paolo Tagliavento |
| 11 décembre 2013 20 h 45 (CET) | Rapport                 |         |         | Spectateurs : 52 093 Arbitrage : Paolo Tagliavento | Spectateurs : 52 093 Arbitrage : Paolo Tagliavento |

|  | Chelsea | 1 - 0   | Steaua Bucarest | Stamford Bridge, Londres                         |                                                  |
|  | Ba 10e  | (1 - 0) |                 | Spectateurs : 41 181 Arbitrage : Gianluca Rocchi | Spectateurs : 41 181 Arbitrage : Gianluca Rocchi |
|  | Rapport |         |                 | Spectateurs : 41 181 Arbitrage : Gianluca Rocchi | Spectateurs : 41 181 Arbitrage : Gianluca Rocchi |

### Groupe F
| Rang | Équipe                 | Pts | J | G | N | P | Bp | Bc | Diff |  | Résultats (▼ dom., ► ext.) | Drapeau de l'Allemagne | Drapeau de l'Angleterre | Drapeau de l'Italie | Drapeau de la France |
| ---- | ---------------------- | --- | - | - | - | - | -- | -- | ---- |  | -------------------------- | ---------------------- | ----------------------- | ------------------- | -------------------- |
| 1    | Borussia Dortmund      | 12  | 6 | 4 | 0 | 2 | 11 | 6  | +5   |  | Borussia Dortmund          |                        | 0-1                     | 3-1                 | 3-0                  |
| 2    | Arsenal                | 12  | 6 | 4 | 0 | 2 | 8  | 5  | +3   |  | Arsenal                    | 1-2                    |                         | 2-0                 | 2-0                  |
| 3    | SSC Naples             | 12  | 6 | 4 | 0 | 2 | 10 | 9  | +1   |  | SSC Naples                 | 2-1                    | 2-0                     |                     | 3-2                  |
| 4    | Olympique de Marseille | 0   | 6 | 0 | 0 | 6 | 5  | 14 | -9   |  | Olympique de Marseille     | 1-2                    | 1-2                     | 1-2                 |                      |

| 1re journée                      | Olympique de Marseille | 1 - 2   | Arsenal                  | Stade Vélodrome, Marseille                            |                                                       |
| 18 septembre 2013 20 h 45 (CEST) | Ayew 90+3e (pen.)      | (0 - 0) | 65e Walcott · 83e Ramsey | Spectateurs : 38 380 Arbitrage : Olegário Benquerença | Spectateurs : 38 380 Arbitrage : Olegário Benquerença |
| 18 septembre 2013 20 h 45 (CEST) | Rapport                |         |                          | Spectateurs : 38 380 Arbitrage : Olegário Benquerença | Spectateurs : 38 380 Arbitrage : Olegário Benquerença |

|  | SSC Naples                | 2 - 1   | Borussia Dortmund | Stadio San Paolo, Naples                       |                                                |
|  | Higuaín 29e · Insigne 67e | (1 - 0) | 87e (csc) Zúñiga  | Spectateurs : 55 766 Arbitrage : Pedro Proença | Spectateurs : 55 766 Arbitrage : Pedro Proença |
|  | Rapport                   |         |                   | Spectateurs : 55 766 Arbitrage : Pedro Proença | Spectateurs : 55 766 Arbitrage : Pedro Proença |

| 2e journée                      | Borussia Dortmund                     | 3 - 0   | Olympique de Marseille | Signal Iduna Park, Dortmund                               |                                                           |
| 1er octobre 2013 20 h 45 (CEST) | Lewandowski 19e 79e (pen.) · Reus 52e | (1 - 0) |                        | Spectateurs : 65 829 Arbitrage : David Fernández Borbalán | Spectateurs : 65 829 Arbitrage : David Fernández Borbalán |
| 1er octobre 2013 20 h 45 (CEST) | Rapport                               |         |                        | Spectateurs : 65 829 Arbitrage : David Fernández Borbalán | Spectateurs : 65 829 Arbitrage : David Fernández Borbalán |

|  | Arsenal              | 2 - 0   | SSC Naples | Emirates Stadium, Londres                      |                                                |
|  | Özil 8e · Giroud 15e | (2 - 0) |            | Spectateurs : 59 536 Arbitrage : Milorad Mažić | Spectateurs : 59 536 Arbitrage : Milorad Mažić |
|  | Rapport              |         |            | Spectateurs : 59 536 Arbitrage : Milorad Mažić | Spectateurs : 59 536 Arbitrage : Milorad Mažić |

| 3e journée                     | Arsenal    | 1 - 2   | Borussia Dortmund                | Emirates Stadium, Londres                       |                                                 |
| 22 octobre 2013 20 h 45 (CEST) | Giroud 41e | (1 - 1) | 16e Mkhitaryan · 82e Lewandowski | Spectateurs : 60 011 Arbitrage : Jonas Eriksson | Spectateurs : 60 011 Arbitrage : Jonas Eriksson |
| 22 octobre 2013 20 h 45 (CEST) | Rapport    |         |                                  | Spectateurs : 60 011 Arbitrage : Jonas Eriksson | Spectateurs : 60 011 Arbitrage : Jonas Eriksson |

|  | Olympique de Marseille | 1 - 2   | SSC Naples                | Stade Vélodrome, Marseille                    |                                               |
|  | A. Ayew 86e            | (0 - 1) | 42e Callejón · 67e Zapata | Spectateurs : 39 790 Arbitrage : Cüneyt Çakır | Spectateurs : 39 790 Arbitrage : Cüneyt Çakır |
|  | Rapport                |         |                           | Spectateurs : 39 790 Arbitrage : Cüneyt Çakır | Spectateurs : 39 790 Arbitrage : Cüneyt Çakır |

| 4e journée                    | Borussia Dortmund | 0 - 1   | Arsenal    | Signal Iduna Park, Dortmund                    |                                                |
| 6 novembre 2013 20 h 45 (CET) |                   | (0 - 0) | 62e Ramsey | Spectateurs : 65 829 Arbitrage : Björn Kuipers | Spectateurs : 65 829 Arbitrage : Björn Kuipers |
| 6 novembre 2013 20 h 45 (CET) | Rapport           |         |            | Spectateurs : 65 829 Arbitrage : Björn Kuipers | Spectateurs : 65 829 Arbitrage : Björn Kuipers |

|  | SSC Naples                  | 3 - 2   | Olympique de Marseille    | Stadio San Paolo, Naples                        |                                                 |
|  | Inler 22e · Higuaín 24e 75e | (2 - 1) | 10e A. Ayew · 64e Thauvin | Spectateurs : 39 148 Arbitrage : Sergei Karasev | Spectateurs : 39 148 Arbitrage : Sergei Karasev |
|  | Rapport                     |         |                           | Spectateurs : 39 148 Arbitrage : Sergei Karasev | Spectateurs : 39 148 Arbitrage : Sergei Karasev |

| 5e journée                     | Arsenal          | 2 - 0   | Olympique de Marseille | Emirates Stadium, Londres                            |                                                      |
| 26 novembre 2013 20 h 45 (CET) | Wilshere 1re 65e | (1 - 0) |                        | Spectateurs : 59 912 Arbitrage : Antonio Mateu Lahoz | Spectateurs : 59 912 Arbitrage : Antonio Mateu Lahoz |
| 26 novembre 2013 20 h 45 (CET) | Rapport          |         |                        | Spectateurs : 59 912 Arbitrage : Antonio Mateu Lahoz | Spectateurs : 59 912 Arbitrage : Antonio Mateu Lahoz |

|  | Borussia Dortmund                                     | 3 - 1   | SSC Naples  | Signal Iduna Park, Dortmund                              |                                                          |
|  | Reus 10e (pen.) · Błaszczykowski 60e · Aubameyang 78e | (1 - 0) | 71e Insigne | Spectateurs : 65 829 Arbitrage : Carlos Velasco Carballo | Spectateurs : 65 829 Arbitrage : Carlos Velasco Carballo |
|  | Rapport                                               |         |             | Spectateurs : 65 829 Arbitrage : Carlos Velasco Carballo | Spectateurs : 65 829 Arbitrage : Carlos Velasco Carballo |

| 6e journée                     | Olympique de Marseille | 1 - 2   | Borussia Dortmund               | Stade Vélodrome, Marseille                        |                                                   |
| 11 décembre 2013 20 h 45 (CET) | Diawara 14e            | (1 - 1) | 4e Lewandowski · 87e Großkreutz | Spectateurs : 36 655 Arbitrage : Marijo Strahonja | Spectateurs : 36 655 Arbitrage : Marijo Strahonja |
| 11 décembre 2013 20 h 45 (CET) | Rapport                |         |                                 | Spectateurs : 36 655 Arbitrage : Marijo Strahonja | Spectateurs : 36 655 Arbitrage : Marijo Strahonja |

|  | SSC Naples                   | 2 - 0   | Arsenal | Stadio San Paolo, Naples                       |                                                |
|  | Higuaín 73e · Callejón 90+3e | (0 - 0) |         | Spectateurs : 34 027 Arbitrage : Viktor Kassai | Spectateurs : 34 027 Arbitrage : Viktor Kassai |
|  | Rapport                      |         |         | Spectateurs : 34 027 Arbitrage : Viktor Kassai | Spectateurs : 34 027 Arbitrage : Viktor Kassai |

### Groupe G
| Rang | Équipe                   | Pts | J | G | N | P | Bp | Bc | Diff |  | Résultats (▼ dom., ► ext.) | Drapeau de l'Espagne | Drapeau de la Russie | Drapeau du Portugal | Drapeau de l'Autriche |
| ---- | ------------------------ | --- | - | - | - | - | -- | -- | ---- |  | -------------------------- | -------------------- | -------------------- | ------------------- | --------------------- |
| 1    | Atlético Madrid          | 16  | 6 | 5 | 1 | 0 | 15 | 3  | +12  |  | Atlético Madrid            |                      | 3-1                  | 2-0                 | 4-0                   |
| 2    | Zénith Saint-Pétersbourg | 6   | 6 | 1 | 3 | 2 | 5  | 9  | -4   |  | Zénith Saint-Pétersbourg   | 1-1                  |                      | 1-1                 | 0-0                   |
| 3    | FC Porto                 | 5   | 6 | 1 | 2 | 3 | 4  | 7  | -3   |  | FC Porto                   | 1-2                  | 0-1                  |                     | 1-1                   |
| 4    | Austria Vienne           | 5   | 6 | 1 | 2 | 3 | 5  | 10 | -5   |  | Austria Vienne             | 0-3                  | 4-1                  | 0-1                 |                       |

| 1re journée                      | Austria Vienne | 0 - 1   | FC Porto  | Stade Ernst-Happel, Vienne                     |                                                |
| 18 septembre 2013 20 h 45 (CEST) |                | (0 - 0) | 55e Lucho | Spectateurs : 37 500 Arbitrage : Craig Thomson | Spectateurs : 37 500 Arbitrage : Craig Thomson |
| 18 septembre 2013 20 h 45 (CEST) | Rapport        |         |           | Spectateurs : 37 500 Arbitrage : Craig Thomson | Spectateurs : 37 500 Arbitrage : Craig Thomson |

|  | Atlético Madrid                   | 3 - 1   | Zénith Saint-Pétersbourg | Stade Vicente-Calderón, Madrid                  |                                                 |
|  | Miranda 40e · Turan 64e · Léo 80e | (1 - 0) | 58e Hulk                 | Spectateurs : 33 855 Arbitrage : William Collum | Spectateurs : 33 855 Arbitrage : William Collum |
|  | Rapport                           |         |                          | Spectateurs : 33 855 Arbitrage : William Collum | Spectateurs : 33 855 Arbitrage : William Collum |

| 2e journée                      | Zénith Saint-Pétersbourg | 0 - 0   | Austria Vienne | Stade Petrovski, Saint-Pétersbourg             |                                                |
| 1er octobre 2013 18 h 00 (CEST) |                          | (0 - 0) |                | Spectateurs : 18 785 Arbitrage : Deniz Aytekin | Spectateurs : 18 785 Arbitrage : Deniz Aytekin |
| 1er octobre 2013 18 h 00 (CEST) | Rapport                  |         |                | Spectateurs : 18 785 Arbitrage : Deniz Aytekin | Spectateurs : 18 785 Arbitrage : Deniz Aytekin |

|                | FC Porto     | 1 - 2   | Atlético Madrid       | Estádio do Dragão, Porto                     |                                              |
| 20 h 45 (CEST) | Martínez 16e | (1 - 0) | 58e Godín · 86e Turan | Spectateurs : 33 989 Arbitrage : Howard Webb | Spectateurs : 33 989 Arbitrage : Howard Webb |
| 20 h 45 (CEST) | Rapport      |         |                       | Spectateurs : 33 989 Arbitrage : Howard Webb | Spectateurs : 33 989 Arbitrage : Howard Webb |

| 3e journée                     | FC Porto | 0 - 1   | Zénith Saint-Pétersbourg | Estádio do Dragão, Porto                           |                                                    |
| 22 octobre 2013 20 h 45 (CEST) |          | (0 - 0) | 86e Kerjakov             | Spectateurs : 31 109 Arbitrage : Paolo Tagliavento | Spectateurs : 31 109 Arbitrage : Paolo Tagliavento |
| 22 octobre 2013 20 h 45 (CEST) | Rapport  |         |                          | Spectateurs : 31 109 Arbitrage : Paolo Tagliavento | Spectateurs : 31 109 Arbitrage : Paolo Tagliavento |

|  | Austria Vienne | 0 - 3   | Atlético Madrid           | Stade Ernst-Happel, Vienne                      |                                                 |
|  |                | (0 - 2) | 8e García · 20e 53e Costa | Spectateurs : 45 675 Arbitrage : Daniele Orsato | Spectateurs : 45 675 Arbitrage : Daniele Orsato |
|  | Rapport        |         |                           | Spectateurs : 45 675 Arbitrage : Daniele Orsato | Spectateurs : 45 675 Arbitrage : Daniele Orsato |

| 4e journée                    | Zénith Saint-Pétersbourg | 1 - 1   | FC Porto  | Stade Petrovski, Saint-Pétersbourg                |                                                   |
| 6 novembre 2013 18 h 00 (CET) | Hulk 28e                 | (1 - 1) | 23e Lucho | Spectateurs : 17 786 Arbitrage : Tom Harald Hagen | Spectateurs : 17 786 Arbitrage : Tom Harald Hagen |
| 6 novembre 2013 18 h 00 (CET) | Rapport                  |         |           | Spectateurs : 17 786 Arbitrage : Tom Harald Hagen | Spectateurs : 17 786 Arbitrage : Tom Harald Hagen |

|               | Atlético Madrid                                   | 4 - 0   | Austria Vienne | Stade Vicente-Calderón, Madrid              |                                             |
| 20 h 45 (CET) | Miranda 11e · García 25e · Filipe 45e · Costa 82e | (3 - 0) |                | Spectateurs : 29 841 Arbitrage : István Vad | Spectateurs : 29 841 Arbitrage : István Vad |
| 20 h 45 (CET) | Rapport                                           |         |                | Spectateurs : 29 841 Arbitrage : István Vad | Spectateurs : 29 841 Arbitrage : István Vad |

| 5e journée                     | Zénith Saint-Pétersbourg | 1 - 1   | Atlético Madrid | Stade Petrovski, Saint-Pétersbourg               |                                                  |
| 26 novembre 2013 18 h 00 (CET) | Alderweireld 74e (csc)   | (0 - 0) | 53e Adrián      | Spectateurs : 17 885 Arbitrage : Martin Atkinson | Spectateurs : 17 885 Arbitrage : Martin Atkinson |
| 26 novembre 2013 18 h 00 (CET) | Rapport                  |         |                 | Spectateurs : 17 885 Arbitrage : Martin Atkinson | Spectateurs : 17 885 Arbitrage : Martin Atkinson |

|               | FC Porto     | 1 - 1   | Austria Vienne | Estádio do Dragão, Porto                        |                                                 |
| 20 h 45 (CET) | Martínez 48e | (0 - 1) | 11e Kienast    | Spectateurs : 24 809 Arbitrage : Ovidiu Haţegan | Spectateurs : 24 809 Arbitrage : Ovidiu Haţegan |
| 20 h 45 (CET) | Rapport      |         |                | Spectateurs : 24 809 Arbitrage : Ovidiu Haţegan | Spectateurs : 24 809 Arbitrage : Ovidiu Haţegan |

| 6e journée                     | Austria Vienne                            | 4 - 1   | Zénith Saint-Pétersbourg | Stade Ernst-Happel, Vienne                          |                                                     |
| 11 décembre 2013 20 h 45 (CET) | Hosiner 44e 51e · Jun 48e · Kienast 90+3e | (1 - 1) | 35e Kerjakov             | Spectateurs : 37 500 Arbitrage : Aleksandar Stavrev | Spectateurs : 37 500 Arbitrage : Aleksandar Stavrev |
| 11 décembre 2013 20 h 45 (CET) | Rapport                                   |         |                          | Spectateurs : 37 500 Arbitrage : Aleksandar Stavrev | Spectateurs : 37 500 Arbitrage : Aleksandar Stavrev |

|  | Atlético Madrid        | 2 - 0   | FC Porto | Stade Vicente-Calderón, Madrid                 |                                                |
|  | García 14e · Costa 37e | (2 - 0) |          | Spectateurs : 24 629 Arbitrage : Deniz Aytekin | Spectateurs : 24 629 Arbitrage : Deniz Aytekin |
|  | Rapport                |         |          | Spectateurs : 24 629 Arbitrage : Deniz Aytekin | Spectateurs : 24 629 Arbitrage : Deniz Aytekin |

### Groupe H
| Rang | Équipe         | Pts | J | G | N | P | Bp | Bc | Diff |  | Résultats (▼ dom., ► ext.) | Drapeau de l'Espagne | Drapeau de l'Italie | Drapeau des Pays-Bas | Drapeau de l'Écosse |
| ---- | -------------- | --- | - | - | - | - | -- | -- | ---- |  | -------------------------- | -------------------- | ------------------- | -------------------- | ------------------- |
| 1    | FC Barcelone   | 13  | 6 | 4 | 1 | 1 | 16 | 5  | +11  |  | FC Barcelone               |                      | 3-1                 | 4-0                  | 6-1                 |
| 2    | AC Milan       | 9   | 6 | 2 | 3 | 1 | 8  | 5  | +3   |  | AC Milan                   | 1-1                  |                     | 0-0                  | 2-0                 |
| 3    | Ajax Amsterdam | 8   | 6 | 2 | 2 | 2 | 5  | 8  | -3   |  | Ajax Amsterdam             | 2-1                  | 1-1                 |                      | 1-0                 |
| 4    | Celtic Glasgow | 3   | 6 | 1 | 0 | 5 | 3  | 14 | -11  |  | Celtic Glasgow             | 0-1                  | 0-3                 | 2-1                  |                     |

| 1re journée                      | AC Milan                          | 2 - 0   | Celtic Glasgow | San Siro, Milan                                 |                                                 |
| 18 septembre 2013 20 h 45 (CEST) | Izaguirre 82e (csc) · Muntari 86e | (0 - 0) |                | Spectateurs : 54 623 Arbitrage : Wolfgang Stark | Spectateurs : 54 623 Arbitrage : Wolfgang Stark |
| 18 septembre 2013 20 h 45 (CEST) | Rapport                           |         |                | Spectateurs : 54 623 Arbitrage : Wolfgang Stark | Spectateurs : 54 623 Arbitrage : Wolfgang Stark |

|  | FC Barcelone                  | 4 - 0   | Ajax Amsterdam | Camp Nou, Barcelone                                |                                                    |
|  | Messi 22e 55e 75e · Piqué 69e | (1 - 0) |                | Spectateurs : 79 412 Arbitrage : Svein Oddvar Moen | Spectateurs : 79 412 Arbitrage : Svein Oddvar Moen |
|  | Rapport                       |         |                | Spectateurs : 79 412 Arbitrage : Svein Oddvar Moen | Spectateurs : 79 412 Arbitrage : Svein Oddvar Moen |

| 2e journée                      | Ajax Amsterdam | 1 - 1   | AC Milan               | Amsterdam ArenA, Amsterdam                      |                                                 |
| 1er octobre 2013 20 h 45 (CEST) | Denswil 90e    | (0 - 0) | 90+4e (pen.) Balotelli | Spectateurs : 51 692 Arbitrage : Jonas Eriksson | Spectateurs : 51 692 Arbitrage : Jonas Eriksson |
| 1er octobre 2013 20 h 45 (CEST) | Rapport        |         |                        | Spectateurs : 51 692 Arbitrage : Jonas Eriksson | Spectateurs : 51 692 Arbitrage : Jonas Eriksson |

|  | Celtic Glasgow | 0 - 1   | FC Barcelone | Celtic Park, Glasgow                             |                                                  |
|  |                | (0 - 0) | 76e Fàbregas | Spectateurs : 58 128 Arbitrage : Stéphane Lannoy | Spectateurs : 58 128 Arbitrage : Stéphane Lannoy |
|  | Rapport        |         |              | Spectateurs : 58 128 Arbitrage : Stéphane Lannoy | Spectateurs : 58 128 Arbitrage : Stéphane Lannoy |

| 3e journée                     | Celtic Glasgow                 | 2 - 1   | Ajax Amsterdam | Celtic Park, Glasgow                        |                                             |
| 22 octobre 2013 20 h 45 (CEST) | Forrest 43e (pen.) · Kayal 53e | (1 - 0) | 90+4e Schøne   | Spectateurs : 58 719 Arbitrage : Ivan Bebek | Spectateurs : 58 719 Arbitrage : Ivan Bebek |
| 22 octobre 2013 20 h 45 (CEST) | Rapport                        |         |                | Spectateurs : 58 719 Arbitrage : Ivan Bebek | Spectateurs : 58 719 Arbitrage : Ivan Bebek |

|  | AC Milan   | 1 - 1   | FC Barcelone | San Siro, Milan                              |                                              |
|  | Robinho 9e | (1 - 1) | 23e Messi    | Spectateurs : 74 487 Arbitrage : Felix Brych | Spectateurs : 74 487 Arbitrage : Felix Brych |
|  | Rapport    |         |              | Spectateurs : 74 487 Arbitrage : Felix Brych | Spectateurs : 74 487 Arbitrage : Felix Brych |

| 4e journée                    | Ajax Amsterdam | 1 - 0   | Celtic Glasgow | Amsterdam ArenA, Amsterdam                     |                                                |
| 6 novembre 2013 20 h 45 (CET) | Schøne 51e     | (0 - 0) |                | Spectateurs : 59 908 Arbitrage : Deniz Aytekin | Spectateurs : 59 908 Arbitrage : Deniz Aytekin |
| 6 novembre 2013 20 h 45 (CET) | Rapport        |         |                | Spectateurs : 59 908 Arbitrage : Deniz Aytekin | Spectateurs : 59 908 Arbitrage : Deniz Aytekin |

|  | FC Barcelone                        | 3 - 1   | AC Milan        | Camp Nou, Barcelone                            |                                                |
|  | Messi 30e (pen.) 83e · Busquets 40e | (2 - 1) | 45e (csc) Piqué | Spectateurs : 80 517 Arbitrage : Milorad Mažić | Spectateurs : 80 517 Arbitrage : Milorad Mažić |
|  | Rapport                             |         |                 | Spectateurs : 80 517 Arbitrage : Milorad Mažić | Spectateurs : 80 517 Arbitrage : Milorad Mažić |

| 5e journée                     | Celtic Glasgow | 0 - 3   | AC Milan                              | Celtic Park, Glasgow                          |                                               |
| 26 novembre 2013 20 h 45 (CET) |                | (0 - 1) | 13e Kaká · 49e Zapata · 60e Balotelli | Spectateurs : 58 619 Arbitrage : Cüneyt Çakır | Spectateurs : 58 619 Arbitrage : Cüneyt Çakır |
| 26 novembre 2013 20 h 45 (CET) | Rapport        |         |                                       | Spectateurs : 58 619 Arbitrage : Cüneyt Çakır | Spectateurs : 58 619 Arbitrage : Cüneyt Çakır |

|  | Ajax Amsterdam          | 2 - 1   | FC Barcelone    | Amsterdam ArenA, Amsterdam                      |                                                 |
|  | Serero 19e · Hoesen 42e | (2 - 0) | 49e (pen.) Xavi | Spectateurs : 53 000 Arbitrage : Pavel Královec | Spectateurs : 53 000 Arbitrage : Pavel Královec |
|  | Rapport                 |         |                 | Spectateurs : 53 000 Arbitrage : Pavel Královec | Spectateurs : 53 000 Arbitrage : Pavel Královec |

| 6e journée                     | AC Milan | 0 - 0   | Ajax Amsterdam | San Siro, Milan                              |                                              |
| 11 décembre 2013 20 h 45 (CET) |          | (0 - 0) |                | Spectateurs : 61 744 Arbitrage : Howard Webb | Spectateurs : 61 744 Arbitrage : Howard Webb |
| 11 décembre 2013 20 h 45 (CET) | Rapport  |         |                | Spectateurs : 61 744 Arbitrage : Howard Webb | Spectateurs : 61 744 Arbitrage : Howard Webb |

|  | FC Barcelone                                          | 6 - 1   | Celtic Glasgow | Camp Nou, Barcelone                             |                                                 |
|  | Piqué 7e · Pedro 40e · Neymar 44e 48e 58e · Tello 72e | (3 - 0) | 88e Samarás    | Spectateurs : 54 342 Arbitrage : Sergei Karasev | Spectateurs : 54 342 Arbitrage : Sergei Karasev |
|  | Rapport                                               |         |                | Spectateurs : 54 342 Arbitrage : Sergei Karasev | Spectateurs : 54 342 Arbitrage : Sergei Karasev |

## Phase à élimination directe

### Huitièmes de finale
| 18 février 2014 | Manchester City | 0 - 2   | FC Barcelone                 | Etihad Stadium, Manchester                      |                                                 |
| 20h45 CET       |                 | (0 - 0) | 54e (pen.) Messi · 90e Alves | Spectateurs : 46 033 Arbitrage : Jonas Eriksson | Spectateurs : 46 033 Arbitrage : Jonas Eriksson |
| 20h45 CET       | Demichelis 53e  | Rapport |                              | Spectateurs : 46 033 Arbitrage : Jonas Eriksson | Spectateurs : 46 033 Arbitrage : Jonas Eriksson |

| 12 mars 2014 | FC Barcelone          | 2 - 1   | Manchester City   | Camp Nou, Barcelone                              |                                                  |
| 20h45 CET    | Messi 67e · Alves 90e | (0 - 0) | 89e Kompany       | Spectateurs : 85 957 Arbitrage : Stéphane Lannoy | Spectateurs : 85 957 Arbitrage : Stéphane Lannoy |
| 20h45 CET    |                       | Rapport | 30e, 78e Zabaleta | Spectateurs : 85 957 Arbitrage : Stéphane Lannoy | Spectateurs : 85 957 Arbitrage : Stéphane Lannoy |

| 18 février 2014 | Bayer Leverkusen | 0 - 4   | Paris Saint-Germain                                  | BayArena, Leverkusen                           |                                                |
| 20h45 CET       |                  | (0 - 3) | 3e Matuidi · 39e (pen.) 42e Ibrahimović · 88e Cabaye | Spectateurs : 29 412 Arbitrage : Viktor Kassai | Spectateurs : 29 412 Arbitrage : Viktor Kassai |
| 20h45 CET       | Spahić 38e, 59e  | Rapport |                                                      | Spectateurs : 29 412 Arbitrage : Viktor Kassai | Spectateurs : 29 412 Arbitrage : Viktor Kassai |

| 12 mars 2014 | Paris Saint-Germain          | 2 - 1   | Bayer Leverkusen | Parc des Princes, Paris                     |                                             |
| 20h45 CET    | Marquinhos 13e · Lavezzi 53e | (1 - 1) | 6e Sam           | Spectateurs : 45 596 Arbitrage : Ivan Bebek | Spectateurs : 45 596 Arbitrage : Ivan Bebek |
| 20h45 CET    |                              | Rapport | 52e, 68e Can     | Spectateurs : 45 596 Arbitrage : Ivan Bebek | Spectateurs : 45 596 Arbitrage : Ivan Bebek |

| 19 février 2014 | Arsenal      | 0 - 2   | Bayern Munich          | Emirates Stadium, Londres                       |                                                 |
| 20h45 CET       |              | (0 - 0) | 54e Kroos · 88e Müller | Spectateurs : 59 911 Arbitrage : Nicola Rizzoli | Spectateurs : 59 911 Arbitrage : Nicola Rizzoli |
| 20h45 CET       | Szczęsny 37e | Rapport |                        | Spectateurs : 59 911 Arbitrage : Nicola Rizzoli | Spectateurs : 59 911 Arbitrage : Nicola Rizzoli |

| 11 mars 2014 | Bayern Munich      | 1 - 1   | Arsenal      | Allianz Arena, Munich                              |                                                    |
| 20h45 CET    | Schweinsteiger 55e | (0 - 0) | 57e Podolski | Spectateurs : 68 000 Arbitrage : Svein Oddvar Moen | Spectateurs : 68 000 Arbitrage : Svein Oddvar Moen |
| 20h45 CET    | Rapport            |         |              | Spectateurs : 68 000 Arbitrage : Svein Oddvar Moen | Spectateurs : 68 000 Arbitrage : Svein Oddvar Moen |

| 19 février 2014 | Milan AC | 0 - 1   | Atlético Madrid | San Siro, Milan                                |                                                |
| 20h45 CET       |          | (0 - 0) | 83e Costa       | Spectateurs : 65 890 Arbitrage : Pedro Proença | Spectateurs : 65 890 Arbitrage : Pedro Proença |
| 20h45 CET       | Rapport  |         |                 | Spectateurs : 65 890 Arbitrage : Pedro Proença | Spectateurs : 65 890 Arbitrage : Pedro Proença |

| 11 mars 2014 | Atlético Madrid                       | 4 - 1   | Milan AC | Stade Vicente-Calderón, Madrid                    |                                                   |
| 20h45 CET    | Costa 3e 85e · Turan 40e · García 71e | (2 - 1) | 27e Kaká | Spectateurs : 49 186 Arbitrage : Mark Clattenburg | Spectateurs : 49 186 Arbitrage : Mark Clattenburg |
| 20h45 CET    | Rapport                               |         |          | Spectateurs : 49 186 Arbitrage : Mark Clattenburg | Spectateurs : 49 186 Arbitrage : Mark Clattenburg |

| 25 février 2014 | Olympiakos                   | 2 - 0   | Manchester United | Stade Karaïskaki, Le Pirée                       |                                                  |
| 20h45 CET       | Domínguez 38e · Campbell 55e | (1 - 0) |                   | Spectateurs : 29 815 Arbitrage : Gianluca Rocchi | Spectateurs : 29 815 Arbitrage : Gianluca Rocchi |
| 20h45 CET       | Rapport                      |         |                   | Spectateurs : 29 815 Arbitrage : Gianluca Rocchi | Spectateurs : 29 815 Arbitrage : Gianluca Rocchi |

| 19 mars 2014 | Manchester United               | 3 - 0   | Olympiakos | Old Trafford, Manchester                       |                                                |
| 20h45 CET    | van Persie 25e (pen.) 45+1e 52e | (2 - 0) |            | Spectateurs : 75 000 Arbitrage : Björn Kuipers | Spectateurs : 75 000 Arbitrage : Björn Kuipers |
| 20h45 CET    | Rapport                         |         |            | Spectateurs : 75 000 Arbitrage : Björn Kuipers | Spectateurs : 75 000 Arbitrage : Björn Kuipers |

| 25 février 2014 | Zénith Saint-Pétersbourg     | 2 - 4   | Borussia Dortmund                             | Stade Petrovski, Saint-Pétersbourg             |                                                |
| 18h00 CET       | Shatov 57e · Hulk 69e (pen.) | (0 - 2) | 4e Mkhitaryan · 5e Reus · 61e 71e Lewandowski | Spectateurs : 15 099 Arbitrage : Willie Collum | Spectateurs : 15 099 Arbitrage : Willie Collum |
| 18h00 CET       | Rapport                      |         |                                               | Spectateurs : 15 099 Arbitrage : Willie Collum | Spectateurs : 15 099 Arbitrage : Willie Collum |

| 19 mars 2014 | Borussia Dortmund | 1 - 2   | Zénith Saint-Pétersbourg | Signal Iduna Park, Dortmund                               |                                                           |
| 20h45 CET    | Kehl 38e          | (1 - 1) | 16e Hulk · 73e Rondón    | Spectateurs : 65 829 Arbitrage : Alberto Undiano Mallenco | Spectateurs : 65 829 Arbitrage : Alberto Undiano Mallenco |
| 20h45 CET    | Rapport           |         |                          | Spectateurs : 65 829 Arbitrage : Alberto Undiano Mallenco | Spectateurs : 65 829 Arbitrage : Alberto Undiano Mallenco |

| 26 février 2014 | Schalke 04      | 1 - 6   | Real Madrid                                      | Veltins-Arena, Gelsenkirchen                 |                                              |
| 20h45 CET       | Huntelaar 90+1e | (0 - 2) | 13e 57e Benzema · 21e 59e Bale · 52e 89e Ronaldo | Spectateurs : 54 442 Arbitrage : Howard Webb | Spectateurs : 54 442 Arbitrage : Howard Webb |
| 20h45 CET       | Rapport         |         |                                                  | Spectateurs : 54 442 Arbitrage : Howard Webb | Spectateurs : 54 442 Arbitrage : Howard Webb |

| 18 mars 2014 | Real Madrid                  | 3 - 1   | Schalke 04   | Stade Santiago-Bernabéu, Madrid                 |                                                 |
| 20h45 CET    | Ronaldo 21e 73e · Morata 75e | (1 - 1) | 31e Hoogland | Spectateurs : 65 148 Arbitrage : Sergei Karasev | Spectateurs : 65 148 Arbitrage : Sergei Karasev |
| 20h45 CET    | Rapport                      |         |              | Spectateurs : 65 148 Arbitrage : Sergei Karasev | Spectateurs : 65 148 Arbitrage : Sergei Karasev |

| 26 février 2014 | Galatasaray SK | 1 - 1   | Chelsea   | Türk Telekom Arena, Istanbul                             |                                                          |
| 20h45 CET       | Chedjou 65e    | (0 - 1) | 9e Torres | Spectateurs : 49 194 Arbitrage : Carlos Velasco Carballo | Spectateurs : 49 194 Arbitrage : Carlos Velasco Carballo |
| 20h45 CET       | Rapport        |         |           | Spectateurs : 49 194 Arbitrage : Carlos Velasco Carballo | Spectateurs : 49 194 Arbitrage : Carlos Velasco Carballo |

| 18 mars 2014 | Chelsea               | 2 - 0   | Galatasaray SK | Stamford Bridge, Londres                     |                                              |
| 20h45 CET    | Eto'o 4e · Cahill 42e | (2 - 0) |                | Spectateurs : 38 038 Arbitrage : Felix Brych | Spectateurs : 38 038 Arbitrage : Felix Brych |
| 20h45 CET    | Rapport               |         |                | Spectateurs : 38 038 Arbitrage : Felix Brych | Spectateurs : 38 038 Arbitrage : Felix Brych |

### Quarts de finale
| 1er avril 2014 | FC Barcelone | 1 - 1   | Atlético Madrid | Camp Nou, Barcelone                          |                                              |
| 20 h 45        | Neymar 71e   | (0 - 0) | 56e Diego       | Spectateurs : 79 941 Arbitrage : Felix Brych | Spectateurs : 79 941 Arbitrage : Felix Brych |
| 20 h 45        | Rapport      |         |                 | Spectateurs : 79 941 Arbitrage : Felix Brych | Spectateurs : 79 941 Arbitrage : Felix Brych |

| 9 avril 2014 | Atlético Madrid | 1 - 0   | FC Barcelone | Stade Vicente-Calderón, Madrid               |                                              |
| 20 h 45      | Koke 5e         | (1 - 0) |              | Spectateurs : 53 592 Arbitrage : Howard Webb | Spectateurs : 53 592 Arbitrage : Howard Webb |
| 20 h 45      | Rapport         |         |              | Spectateurs : 53 592 Arbitrage : Howard Webb | Spectateurs : 53 592 Arbitrage : Howard Webb |

| 2 avril 2014 | Real Madrid                      | 3 - 0   | Borussia Dortmund | Stade Santiago-Bernabéu, Madrid                   |                                                   |
| 20 h 45      | Bale 3e · Isco 27e · Ronaldo 57e | (2 - 0) |                   | Spectateurs : 70 089 Arbitrage : Mark Clattenburg | Spectateurs : 70 089 Arbitrage : Mark Clattenburg |
| 20 h 45      | Rapport                          |         |                   | Spectateurs : 70 089 Arbitrage : Mark Clattenburg | Spectateurs : 70 089 Arbitrage : Mark Clattenburg |

| 8 avril 2014 | Borussia Dortmund | 2 - 0   | Real Madrid | Signal Iduna Park, Dortmund                    |                                                |
| 20 h 45      | Reus 24e 37e      | (2 - 0) |             | Spectateurs : 65 829 Arbitrage : Damir Skomina | Spectateurs : 65 829 Arbitrage : Damir Skomina |
| 20 h 45      | Rapport           |         |             | Spectateurs : 65 829 Arbitrage : Damir Skomina | Spectateurs : 65 829 Arbitrage : Damir Skomina |

| 2 avril 2014 | Paris Saint-Germain                         | 3 - 1   | Chelsea           | Parc des Princes, Paris                        |                                                |
| 20 h 45      | Lavezzi 3e · Luiz 61e (csc) · Pastore 90+3e | (1 - 1) | 27e (pen.) Hazard | Spectateurs : 45 517 Arbitrage : Milorad Mažić | Spectateurs : 45 517 Arbitrage : Milorad Mažić |
| 20 h 45      | Rapport                                     |         |                   | Spectateurs : 45 517 Arbitrage : Milorad Mažić | Spectateurs : 45 517 Arbitrage : Milorad Mažić |

| 8 avril 2014 | Chelsea               | 2 - 0   | Paris Saint-Germain | Stamford Bridge, Londres                       |                                                |
| 20 h 45      | Schürrle 32e · Ba 87e | (1 - 0) |                     | Spectateurs : 38 080 Arbitrage : Pedro Proença | Spectateurs : 38 080 Arbitrage : Pedro Proença |
| 20 h 45      | Rapport               |         |                     | Spectateurs : 38 080 Arbitrage : Pedro Proença | Spectateurs : 38 080 Arbitrage : Pedro Proença |

| 1er avril 2014 | Manchester United | 1 - 1   | Bayern Munich           | Old Trafford, Manchester                                 |                                                          |
| 20 h 45        | Vidić 58e         | (0 - 0) | 66e Schweinsteiger      | Spectateurs : 73 000 Arbitrage : Carlos Velasco Carballo | Spectateurs : 73 000 Arbitrage : Carlos Velasco Carballo |
| 20 h 45        |                   | Rapport | 61e, 90e Schweinsteiger | Spectateurs : 73 000 Arbitrage : Carlos Velasco Carballo | Spectateurs : 73 000 Arbitrage : Carlos Velasco Carballo |

| 9 avril 2014 | Bayern Munich                           | 3 - 1   | Manchester United | Allianz-Arena, Munich                           |                                                 |
| 20 h 45      | Mandžukić 59e · Müller 68e · Robben 76e | (0 - 0) | 57e Évra          | Spectateurs : 67 300 Arbitrage : Jonas Eriksson | Spectateurs : 67 300 Arbitrage : Jonas Eriksson |
| 20 h 45      | Rapport                                 |         |                   | Spectateurs : 67 300 Arbitrage : Jonas Eriksson | Spectateurs : 67 300 Arbitrage : Jonas Eriksson |

### Demi-finales
| 23 avril 2014 | Real Madrid | 1 - 0   | Bayern Munich | Stade Santiago-Bernabéu, Madrid              |                                              |
| 20 h 45       | Benzema 19e | (1 - 0) |               | Spectateurs : 79 283 Arbitrage : Howard Webb | Spectateurs : 79 283 Arbitrage : Howard Webb |
| 20 h 45       | Rapport     |         |               | Spectateurs : 79 283 Arbitrage : Howard Webb | Spectateurs : 79 283 Arbitrage : Howard Webb |

| 29 avril 2014 | Bayern Munich | 0 - 4   | Real Madrid                     | Allianz-Arena, Munich                          |                                                |
| 20 h 45       |               | (0 - 3) | 16e 20e Ramos · 34e 89e Ronaldo | Spectateurs : 68 000 Arbitrage : Pedro Proença | Spectateurs : 68 000 Arbitrage : Pedro Proença |
| 20 h 45       | Rapport       |         |                                 | Spectateurs : 68 000 Arbitrage : Pedro Proença | Spectateurs : 68 000 Arbitrage : Pedro Proença |

| 22 avril 2014 | Atlético Madrid | 0 - 0   | Chelsea | Stade Vicente-Calderón, Madrid                  |                                                 |
| 20 h 45       |                 | (0 - 0) |         | Spectateurs : 52 560 Arbitrage : Jonas Eriksson | Spectateurs : 52 560 Arbitrage : Jonas Eriksson |
| 20 h 45       | Rapport         |         |         | Spectateurs : 52 560 Arbitrage : Jonas Eriksson | Spectateurs : 52 560 Arbitrage : Jonas Eriksson |

| 30 avril 2014 | Chelsea    | 1 - 3   | Atlético Madrid                          | Stamford Bridge, Londres                        |                                                 |
| 20 h 45       | Torres 36e | (1 - 1) | 44e Lopez · 61e (pen.) Costa · 72e Turan | Spectateurs : 37 918 Arbitrage : Nicola Rizzoli | Spectateurs : 37 918 Arbitrage : Nicola Rizzoli |
| 20 h 45       | Rapport    |         |                                          | Spectateurs : 37 918 Arbitrage : Nicola Rizzoli | Spectateurs : 37 918 Arbitrage : Nicola Rizzoli |

### Finale
| 24 mai 2014 | Real Madrid                                                                          | 4 - 1 ap | Atlético Madrid | Estádio da Luz, Lisbonne                       |                                                |
| 20 h 45     | Sergio Ramos 90+3e · Gareth Bale 110e · Marcelo 118e · Cristiano Ronaldo 120e (pen.) | (0 - 1)  | 36e Diego Godín | Spectateurs : 60 976 Arbitrage : Björn Kuipers | Spectateurs : 60 976 Arbitrage : Björn Kuipers |
| 20 h 45     | Rapport                                                                              |          |                 | Spectateurs : 60 976 Arbitrage : Björn Kuipers | Spectateurs : 60 976 Arbitrage : Björn Kuipers |